# Giniel de Villiers

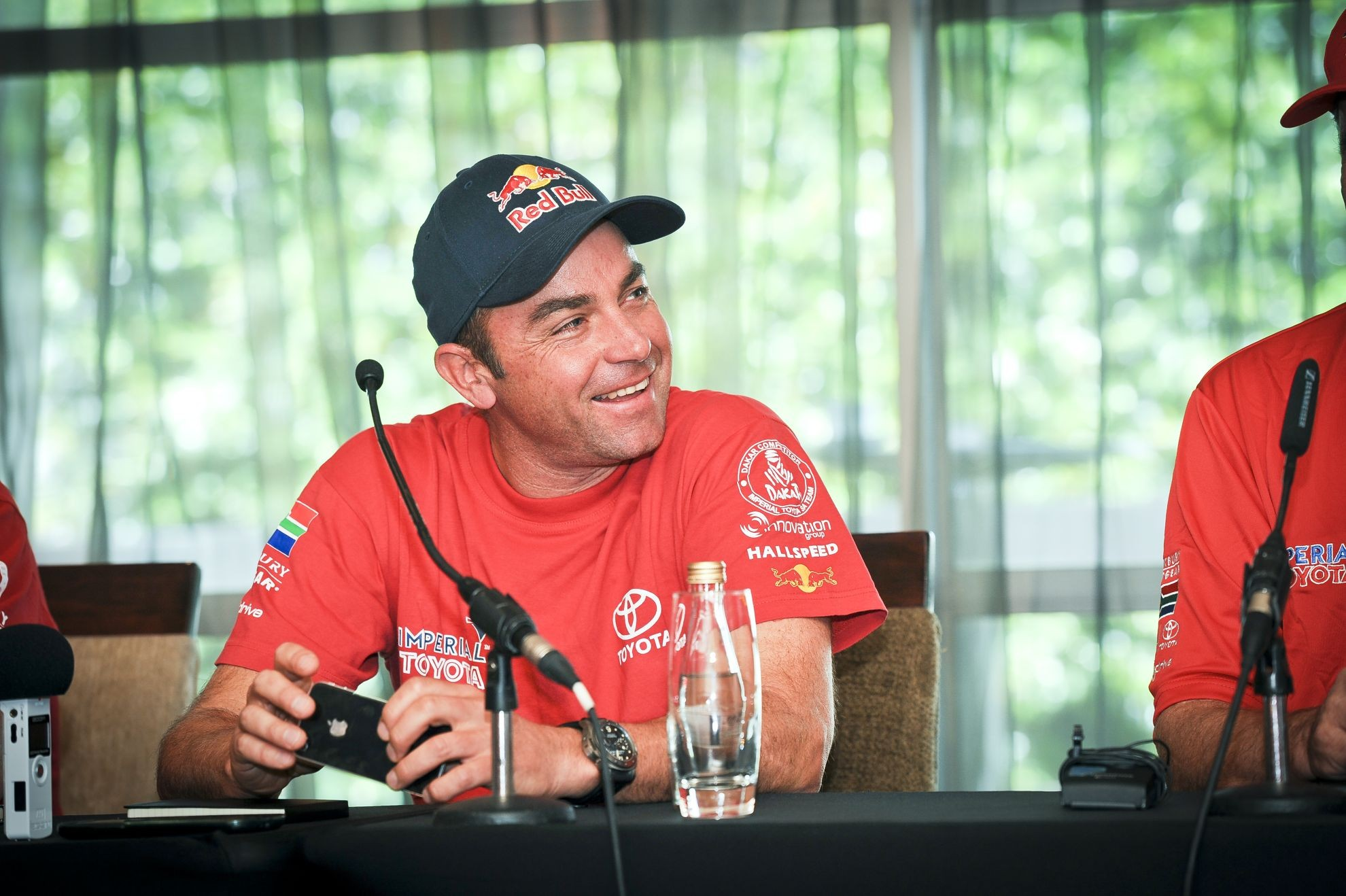
Giniel de Villiers 2014

Giniel de Villiers (* 25. März 1972 in Robertson, Südafrika) ist ein südafrikanischer Rennfahrer und Marathonrallyefahrer.

## Karriere
1993 bestritt de Villiers erste Tourenwagen-Rennen in Südafrika. 1994 gewann er die südafrikanische Produktionswagen-Meisterschaft. Von 1997 bis 2000 wurde er südafrikanischer Tourenwagen-Meister. 2000 wurde er südafrikanischer Offroad-Meister, im Jahr darauf in der Produktionswagenklasse.
Seit 2003 nimmt Giniel de Villiers an der Marathonrallyes teil. Im Nissan-Werksteam wurde er 2003 Fünfter bei der Rallye Dakar und gewann die Rallye Marokko. 2004 beendete er die Rallye Dakar als Siebter, ein Jahr später als Vierter. Im Mai 2005 wechselte er zu Volkswagen Motorsport und fährt seitdem einen VW Race Touareg. Er startete bei seinem neuen Team mit zweiten Plätzen bei der Rallye Marokko und bei der Rallye d’Orient. Bei der Rallye Dakar 2006 wurde er nur von Stéphane Peterhansel geschlagen. Im gleichen Jahr gewann er die Rallye Transibérico und die Rallye Marokko. Auch 2007 konnte de Villiers wieder die Rallye Marokko gewinnen. Die Rallye Dakar 2007 beendete er nur als Elfter, erreichte aber vier Etappensiege. Den Marathonrallye-Weltcup schloss er auf dem zweiten Platz ab. 2008 gewann er die Rallye dos Sertões. Er nahm außerdem auf einem neuen VW Scirocco am 24-Stunden-Rennen auf dem Nürburgring teil und belegte den 15. Gesamtrang. Bei der Rallye Dakar 2009 gelang ihm mit Copilot Dirk von Zitzewitz erstmals der Gesamtsieg. Damit ist de Villiers der erste Afrikaner und zugleich der erste Fahrer eines Dieselfahrzeugs, der diese Rallye gewinnen konnte. Bei der Rallye Dakar 2011 erreichte de Villiers den zweiten Platz.
2012 und 2013 nahm Giniel de Villiers mit seinem Copiloten Dirk von Zitzewitz mit einem Toyota Hilux Double Cab Pickup für das Team Toyota Südafrika an der Rallye Dakar teil. Bei der Rallye Dakar 2013 erreichten die beiden erneut Platz zwei. 2014 wurden sie Vierte. 2015 belegten sie den zweiten Rang in der Gesamtwertung.
| Personendaten    | Personendaten               |
| ---------------- | --------------------------- |
| NAME             | Villiers, Giniel de         |
| KURZBESCHREIBUNG | südafrikanischer Rennfahrer |
| GEBURTSDATUM     | 25. März 1972               |
| GEBURTSORT       | Robertson, Südafrika        |